# Inhapim
Inhapim este un oraș în Minas Gerais (MG), Brazilia.